# Eugenio Ferrai
Eugenio Ferrai, född den 22 februari 1832 i Arezzo, död den 16 juli 1897 i Padua, var en italiensk filolog.
Ferrai blev 1866 professor i grekiska vid universitetet i Padua och sysslade där med översättning av Platons skrifter (1873–1882), utgav en värdefull bearbetning av Otfried Müllers Geschichte der griechischen Literatur (1858–1859) samt flera klassikerupplagor och hade stor del i återupplivandet av de klassiska studierna i Italien.